# Kazimierz Heilman-Rawicz
Kazimierz Roman Heilman-Rawicz, ps. Antoni Orłow, Orzeł, Rawicz (ur. 27 lutego 1896 w Błażowej, zm. 12 grudnia 1969 w Gliwicach) – podpułkownik piechoty Wojska Polskiego, żołnierz Legionów Polskich i Armii Hallera, uczestnik kampanii wrześniowej, organizator struktur Związku Walki Zbrojnej w Rzeszowskiem, więzień KL Auschwitz i Mauthausen-Gusen, kawaler Orderu Virtuti Militari.

## Życiorys

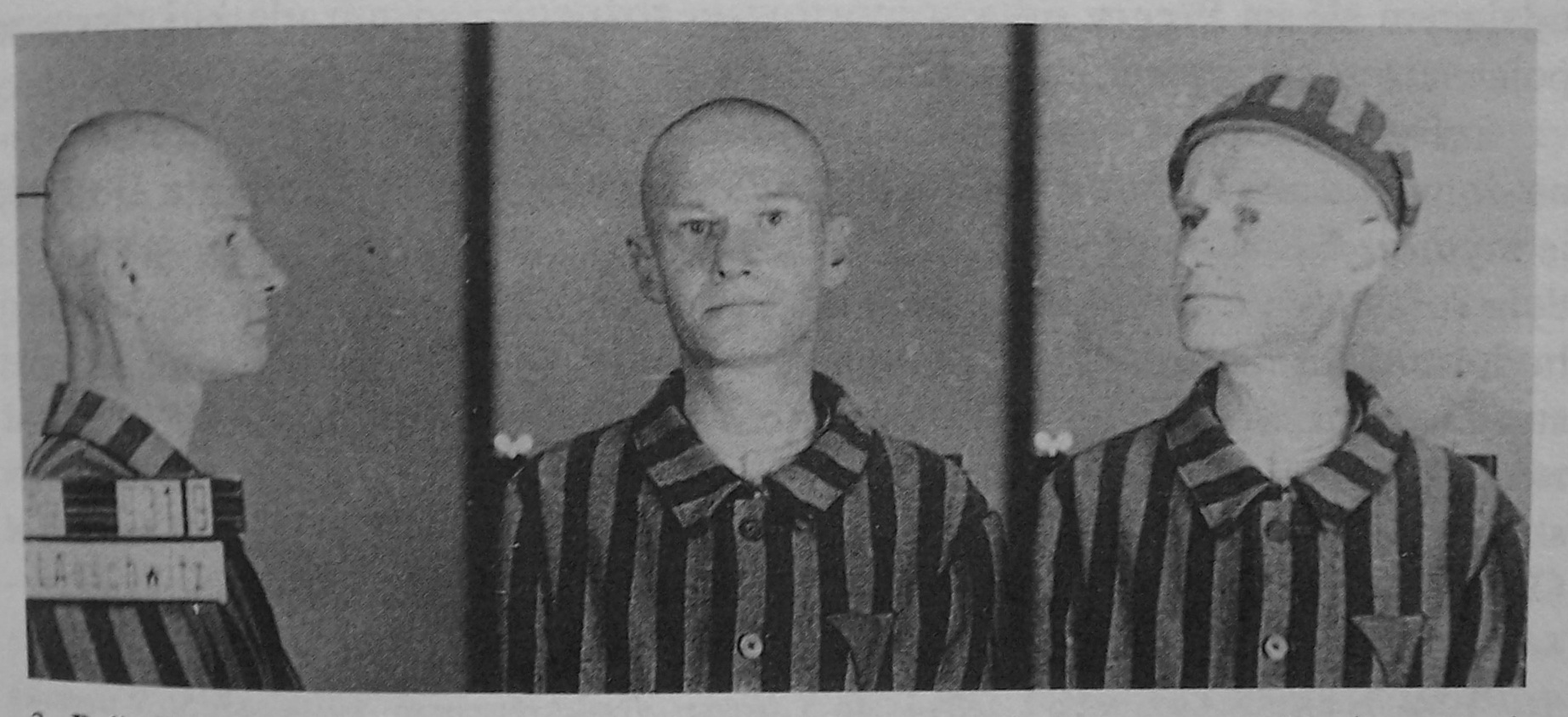
Kazimierz Heilman-Rawicz w niemieckim obozie Auschwitz

Urodził się w podrzeszowskiej Błażowej, w rodzinie Antoniego Heilmana, kierownika szkoły (od 1912 na tym samym stanowisku w Muszynie), i Teodozji z Orłowów; jego przodkowie prawdopodobnie osiedlili się w tych stronach podczas kolonizacji józefińskiej. Ukończył szkołę ludową w Błażowej, uczył się kolejno w II Gimnazjum w Rzeszowie (1906–1910), Gimnazjum św. Jacka w Krakowie, zaś świadectwo dojrzałości uzyskał w 1914 roku w gimnazjum we Lwowie.
Od 1912 roku był członkiem Drużyn Strzeleckich. Po wybuchu I wojny światowej służył w sierpniu 1914 w oddziale partyzanckim PDS, po czym otrzymał przeniesienie do Legionu Wschodniego i został żołnierzem Legionów Polskich, od 1915 roku w II Brygadzie. W Legionach używał pseudonimu Rawicz, który dołączył do nazwiska rodowego w II RP. 1 listopada 1916 roku awansował na podporucznika saperów. Po kryzysie przysięgowym, jako żołnierz Polskiego Korpusu Posiłkowego wziął udział w przebiciu frontu pod Rarańczą w lutym 1918. W składzie II Korpusu brał udział w bitwie pod Kaniowem i dostał się do niewoli niemieckiej. Zbiegł w maju 1918 roku i dotarł do Warszawy. Wysłany następnie w głąb Rosji, uczestniczył w organizowaniu 4 Dywizji Strzelców Polskich gen. Lucjana Żeligowskiego przy Armii Ochotniczej gen. Antona Denikina. Dowodził 2 kompanią 2 pp 4 DSP na Kubaniu i w rejonie Odessy (6 grudnia bronił stacji kolejowej Rożdielnaja mimo ucieczki Rosjan, po czym przebił się do miasta). W kwietniu 1919 roku wyjechał do Francji, skąd powrócił razem z Armią Hallera, jako oficer sztabowy 12 pułku strzelców.
Od maja 1919 roku służył w Wojsku Polskim, w stopniu porucznika. Brał udział w wojnie polsko-bolszewickiej. 8 października 1921 roku został przeniesiony z korpusu oficerów saperów do korpusu oficerów piechoty i wcielony do 2 pułku piechoty Legionów.
Po jej zakończeniu, zweryfikowany jako kapitan ze starszeństwem z dniem 1 czerwca 1919 i 211. lokatą w korpusie oficerów piechoty. Pełnił służbę między innymi w sztabie 2 Dywizji Piechoty Legionów w Kielcach, 2 pułku piechoty Legionów oraz pełnił obowiązki dowódcy II batalionu 59 pułku piechoty w Inowrocławiu. 31 marca 1924 awansował na majora ze starszeństwem z dniem 1 lipca 1923 i 81. lokatą w korpusie oficerów piechoty. 11 marca 1926 roku został przeniesiony do Korpusu Ochrony Pogranicza na stanowisko dowódcy 5 batalionu granicznego w Łużkach. 2 grudnia 1930 roku został mianowany podpułkownikiem ze starszeństwem z dniem 1 stycznia 1931 roku i 9. lokatą w korpusie oficerów piechoty. Z dniem 30 listopada 1931 roku został przeniesiony z KOP do 62 pułku piechoty w Bydgoszczy na stanowisko zastępcy dowódcy pułku. W październiku 1936 roku został dowódcą tego oddziału.
W październiku 1938 wziął udział w zajęciu czechosłowackiego Zaolzia jako dowódca batalionu kombinowanego z 62 pp w 15 zbiorczym pp kombinowanej 4 Toruńskiej Dywizji Piechoty.
W kampanii wrześniowej walczył w składzie 15 Dywizji Piechoty (Armia „Pomorze”) na przedpolach Bydgoszczy i w samym mieście, w bitwie nad Bzurą. Po przydzieleniu 15 DP do Grupy Operacyjnej gen. Michała Tokarzewskiego-Karaszewicza 11 września dowodził oddziałem wydzielonym osłaniającym południowe skrzydło GO w rejonie Grabkowa i Unisławic (na południe od Włocławka), który obejmował 62 pp, bataliony Obrony Narodowej „Bydgoszcz” i „Nakło” oraz II dywizjon 15 pal. Na czele tego oddziału stoczył 13 września całodniową walkę pod Grabkowem i Czerniewicami, po czym na rozkaz gen. Zdzisława Przyjałkowskiego przeszedł do odwodu w rejon Lubieńka (13 IX) i Gąbina (14/15 IX), skąd wyruszył z zadaniem utworzenia obrony przeciwpancernej do Białej Góry (16 IX) i wziął udział w bitwie nad Bzurą. Po przebiciu się resztek pułku do Warszawy walczył od 21 do 28 września w obronie stolicy w rejonie Bielan i Wawrzyszewa.
Po kapitulacji uniknął niewoli przekazując pułk mjr. Aleksandrowi Hertlejnowi i rozpoczął organizację pierwszych struktur konspiracyjnych korzystając z nieznanych kontaktów i upoważnień. Posługiwał się fałszywymi dokumentami cywilnymi na nazwisko Antoni Orłow, w dokumentach dotyczących tworzenia Służby Zwycięstwu Polski przez gen. Tokarzewskiego-Karaszewicza nie figuruje. Poszukiwany przez gestapo w związku z wydarzeniami bydgoskiej krwawej niedzieli, 24 lub 25 października 1939 wyjechał przez Lublin do Rzeszowa z zamiarem przedostania się przez Węgry do Wojska Polskiego we Francji, zabierając ze sobą w charakterze adiutanta por. Łukasza Cieplińskiego. Dzięki pomocy szwagra, lekarza w Głogowie Małopolskim Stanisława Krzysia, uzyskał tam stałe utrzymanie. W listopadzie odwiedził kilkakrotnie Kraków, gdzie został zaprzysiężony przez mjr. dypl. Pawła Zagórowskiego do Organizacji Orła Białego, formalnie podporządkowanej SZP. W oparciu o kontakty Krzysiów wśród rzeszowskiej inteligencji przystąpił do organizowania siatki Podokręgu OOB-SZP Rzeszów; jego łączniczką została Jadwiga Niewolak. Zlecił m.in. Leonowi Huchli, podleśniczemu w dobrach Gumińskich, utworzenie placówki OOB (później ZWZ–AK) w Tyczynie i por. Józefowi Lutakowi, krajanowi z Błażowej, organizację konspiracji na południu powiatu rzeszowskiego.
Między 16 a 24 grudnia 1939 roku przedostał się pod nazwiskiem inżyniera Polańskiego przez granicę na Węgry do polskiej Wojskowej Bazy Wywiadowczo-Łącznikowej nr 1 „Romek” w Budapeszcie, gdzie został zaprzysiężony do Związku Walki Zbrojnej oraz odbył przeszkolenie w zakresie pracy konspiracyjnej, dywersyjnej i wywiadowczej. W drodze powrotnej do Rzeszowa, gdzie na podstawie rozmów z płk. Alfredem Krajewskim miał objąć dowództwo struktur ZWZ w Małopolsce Środkowej, 16 stycznia 1940 na skutek zdrady został aresztowany przez policję ukraińską w Baligrodzie wraz z towarzyszącymi mu oficerami komendy Podokręgu Rzeszów OOB (por. Łukasz Ciepliński, por. Lucjan Kühn i ppor. Zygmunt Pawłowicz) oraz synem Janem.
Przebywał w więzieniach w Sanoku i od 27 października 1940 w Tarnowie, skąd 8 stycznia 1941 roku został przewieziony do obozu koncentracyjnego Auschwitz-Birkenau. Otrzymał numer obozowy 9319, był znany pod nazwiskiem Jan Hilkner, takimi dokumentami posługiwał się w chwili aresztowania i nie został rozpoznany przez Niemców. Od marca 1941 organizował siatkę obozową ZWZ do zadań wywiadowczych, a pod koniec 1941 nawiązał kontakt ze Związkiem Organizacji Wojskowej rtm. Witolda Pileckiego i został wyznaczony formalnym dowódcą ZOW na wypadek wystąpienia zbrojnego. 7 lipca 1942 roku został przewieziony do Mauthausen (według Pileckiego dołączył do transportu z własnej inicjatywy planując ucieczkę w drodze), gdzie przebywał do wyzwolenia przez wojska amerykańskie w maju 1945 roku. 
Po okresie rekonwalescencji powrócił do Polski, zamieszkał w Gliwicach. Zmienił nazwisko na Kazimierz Roman Rawicz. Zmarł w Gliwicach 12 grudnia 1969 roku. Pochowany na Cmentarzu Komunalnym w Gliwicach (sektor A3-E-3).

## Rodzina i życie prywatne
Z żoną Józefą z domu Dolińską (1898–1969) miał czterech synów: Jana, Kazimierza, Ryszarda i Zbigniewa oraz dwie córki: Krystynę i Barbarę. Jego rodzony brat, Stanisław Heilman, był podpułkownikiem Wojska Polskiego, dowódcą okręgu wileńskiego Armii Krajowej, zmarł w 1947 roku w łagrze w Workucie; siostra, Maria Krzyś (1903–1993), była przed 1939 nauczycielką w Głogowie Małopolskim. Z dwóch braci przyrodnich Romuald (1910–1964) był nauczycielem, żołnierzem AK (szefem Placówki AK Głogów Małopolski w 1943, oficerem do zleceń specjalnych III batalionu 17 pp AK podczas Akcji „Burza”) i działaczem podziemia antykomunistycznego (kierownikiem konspiracji poakowskiej w Obwodzie Kolbuszowa w 1945 i szefem Straży WiN w Radzie Kolbuszowa), zaś Jan więźniem Auschwitz, zamordowanym w maju 1942 roku. Syn Jan Kazimierz (1921–1943) działał z pułkownikiem w ramach trasy przerzutowej podczas wojny, poległ jako lotnik w Wielkiej Brytanii.

## Ordery i odznaczenia
- Krzyż Srebrny Orderu Wojennego Virtuti Militari
- Krzyż Niepodległości (12 maja 1931)[31]
- Krzyż Kawalerski Orderu Odrodzenia Polski (11 listopada 1937)[32]
- Krzyż Walecznych (czterokrotnie, w 1922 w zamian za Krzyż Kaniowski[33])
- Złoty Krzyż Zasługi (7 listopada 1928)[34]
- Medal Pamiątkowy za Wojnę 1918–1921[35]
- Medal Dziesięciolecia Odzyskanej Niepodległości[35]
- Medal Zwycięstwa („Médaille Interalliée”)